# Năng suất lao động
Năng suất lao động là một thuật ngữ để ám chỉ mức độ hiệu quả của việc sử dụng lao động. 

## Định nghĩa
Theo Tổ chức Hợp tác và Phát triển Kinh tế (OECD), trong cuốn Đo lường năng suất, đo lường tốc độ tăng năng suất tổng thể và năng suất ngành xuất bản năm 2002, năng suất lao động là tỉ lệ giữa đầu ra và đầu vào. Nếu đầu ra là tổng giá trị quốc nội hoặc tổng giá trị gia tăng thì đầu vào lại là giờ công lao động, lực lương lao động và số lượng lao động đang làm việc.

## Công thức tính
Năng suất lao động bằng đầu ra chia cho đầu vào lao động.

## Các yếu tố tác động[2]

### Phát triển nguồn nhân lực
Đầu tư vào nguồn nhân lực làm tăng năng lực của lực lượng lao động. Cụ thể là những lao động chất lương cao sẽ có năng suất cao và ngược lại.

### Cơ cấu vốn
Đây là yếu tố giúp cho các doanh nghiệp có thể vạch ra chiến lược kinh doanh của mình.

### Tái cơ cấu nềnkinh tế
Phân bổ lại các nguồn lực hợp lý sẽ dẫn đến việc các ngành kinh tế và thành phần kinh tế có năng suất cao hơn phát triển mạnh mẽ, từ đó năng suất cả nền kinh tế sẽ tăng lên.

### Tăngnhu cầu
Tăng nhu cầu là cách để tăng sử dụng sản phẩm tiềm năng. Từ đó, việc sản xuất sẽ được kích thích.

### Khoa học-công nghệ
Trình độ công nghệ cao là liều thuốc kích thích quan trọng để tạo ra sản phẩm có giá trị gia tăng cao hơn.

## Vai trò
Năng suất lao động phản ánh năng lực tạo ra của cải. Đây cũng là chỉ tiêu quan trọng nhất thể hiện tính chất và trình độ tiến bộ của một tổ chức, một đơn vị sản xuất hay của một phương thức lao động.